# کلاهک گرداننده

۱۰. ماهیچه‌های گرداننده شانه: ۱۱. عضله فوق خاری، ۱۲. عضله تحت کتفی، ۱۳. عضله تحت خاری، ۱۴. عضله گرد کوچک

کلاهک گرداننده  (انگلیسی: Rotator cuff) گروهی از ماهیچه‌های شانه و زردپی‌های آن‌هاست که مفصل شانه را تثبیت نموده و بازو را در جهات مختلف می‌چرخانند. که به آن ها ماهیچه‌های گرداننده شانه هم گفته می‌شود.
این عضلات از یک طرف به استخوان کتف متصل شده و از طرف دیگر توسط زردپی مشترکشان به کمی پایین‌تر از سر استخوان بازو متصل می‌شوند. این عضلات مانند یک چادر یا یک سرپوش دورتادور سر استخوان بازو را احاطه می‌کنند. انقباض این عضلات موجب می‌شود سر استخوان بازو در گودی کاسه‌ای (حفره گلنوئید) فشرده شده و مفصل شانه محکم و پایدار شود. این عضلات همچنین کمک می‌کنند تا بازو به بالا برود یا بچرخد.
از مهم‌ترین وظایف ماهیچه‌های کلاهک گرداننده، ثابت نگه داشتن سر استخوان بازو در گودی کاسه‌ای استخوان کتف است. از میان ماهیچه‌های کلاهک گرداننده، ماهیچه بالاخاری (سوپرااسپیناتوس) نسبت به عضلات دیگر بیشتر آسیب می‌بیند. این ماهیچه به علت شرایط خاصی که از نظر موقعیت آناتومیکی دارد، فشارهای زیادی را متحمل شده و همچنین کاهش خون‌رسانی در ناحیه خاصی از آن، زمینه‌های پارگی بیشتری را فراهم می‌کند. عضله دیگری که ممکن است دچار پارگی و اختلال عملکرد گردد، ماهیچه دوسر بازویی است.
به طور کلی پارگی ماهیچه‌های کلاهک گرداننده و دوسر بازویی، به دو صورت ناقص یا کامل است. اگر پارگی کامل باشد، بیمار قادر به انجام یک حرکت خاص نیست. در پارگی ناقص علاوه بر اختلال در دامنه حرکات شانه، بیماران از درد شانه نیز شکایت دارند.

## ماهیچه‌های تشکیل‌دهنده کلاهک گرداننده
| ماهیچه بالاخاری (سوپرااسپیناتوس) | فرورفتگی بالاخاری | رویهٔ بالایی و میانی برجستگی بزرگ         | بیان حرکات در طب استخوان بازو را دور می‌کند             | عصب فوق‌کتفی (C5)                        |
| ماهیچه زیرخاری (اینفرااسپیناتوس) | فرورفتگی زیرخاری  | رویهٔ پشتی برجستگی بزرگ                   | بیان حرکات در طب استخوان بازو را می‌چرخاند (چرخش خارجی) | عصب فوق‌کتفی (C5-C6)                     |
| ماهیچه گرد کوچک (ترس مینور)      | نیمهٔ میانی کتف    | رویهٔ زیرین برجستگی بزرگ                  | چرخش خارجی استخوان بازو                                | عصب زیربغلی (C5)                        |
| ماهیچه زیرکتفی (ساب‌اسکاپولاریس)  | کتف               | برجستگی کوچک (۶۰٪) یا استخوان بازو (۴۰٪) | بیان حرکات در طب استخوان بازو را به داخل می‌چرخاند      | عصب‌های زیربالایی و زیربغلی کوچک (C5-C6) |

## نگارخانه

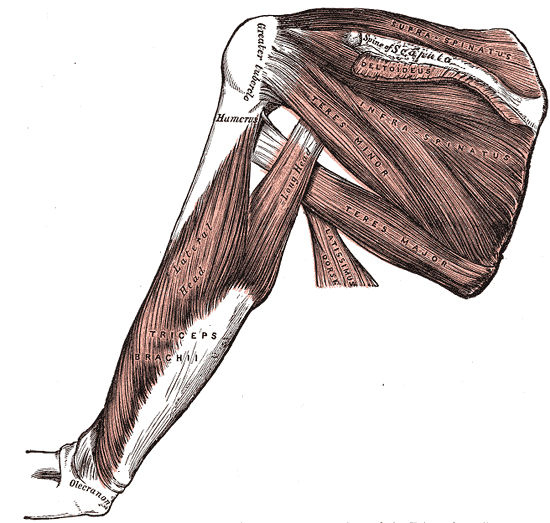
Muscles on the dorsum of the scapula, and the Triceps brachii.
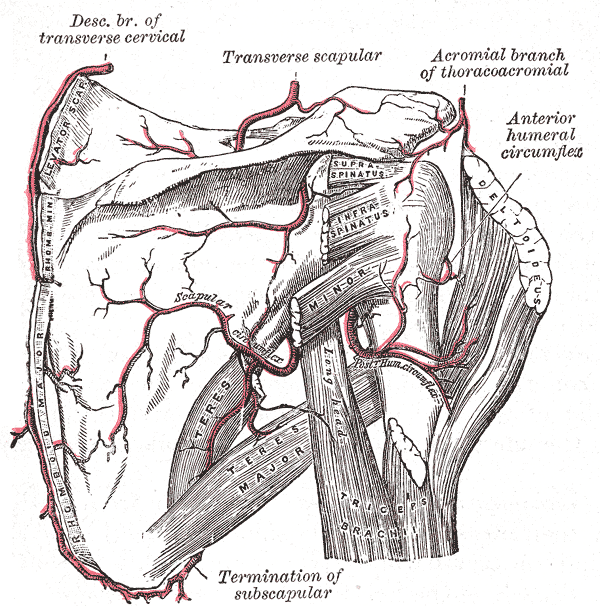
The scapular and circumflex arteries.
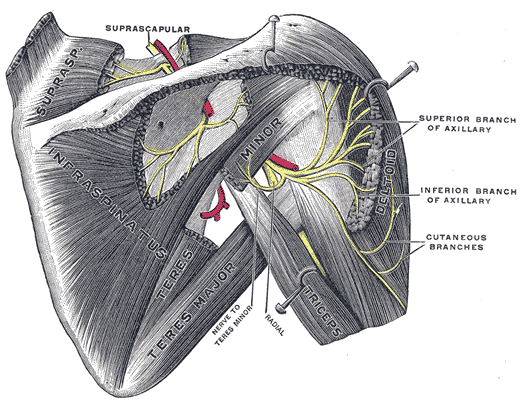
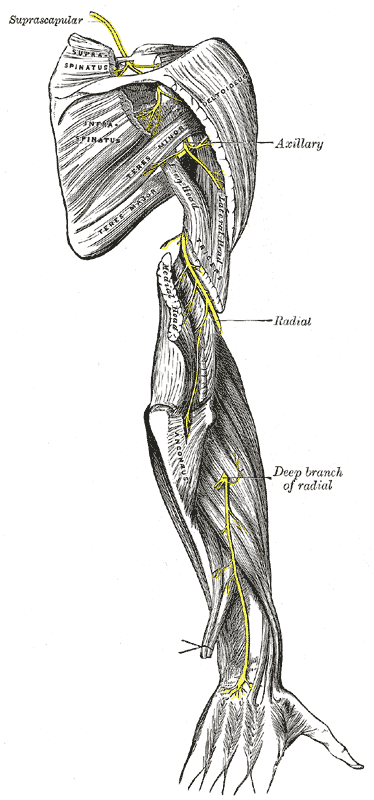